# Diane Larsen-Freeman
Pour les articles homonymes, voir Larsen et Freeman.
Diane Larsen-Freeman (née le 24 février 1946) est une linguiste américaine. Elle est professeur émérite en éducation et en linguistique à l'Université du Michigan située à Ann Arbor. Linguistique appliquée, connue pour ses travaux sur l’acquisition de la langue seconde, l’anglais langue seconde ou étrangère, les méthodes d’enseignement des langues, la formation des enseignants et la grammaire anglaise, elle est réputée pour ses travaux sur l’approche complexe des systèmes dynamiques appliquée au développement de la seconde langue.

## Carrière
Larsen-Freeman commence sa carrière en tant que volontaire du Peace Corps avec qui elle part enseigner l'anglais à Sabah, en Malaisie, de 1967 à 1969, expérience qui a attisé sa fascination pour l'acquisition des langues,. Elle étudie ensuite à l'Université du Michigan, où elle a obtenu son doctorat en linguistique en 1975.
Larsen-Freeman est membre du corps professoral de l'Université de Californie à Los Angeles, puis du SIT Graduate Institute. En 2002, elle retourne à l’Université du Michigan pour diriger le English Language Institute ; elle est également nommée professeure à l'École d'éducation et au département de linguistique. Elle prend finalement sa retraite en 2012 et occupe depuis des postes émérites à l'Institut de langue anglaise et dans les domaines de l'éducation et de la linguistique de l'Université du Michigan, ainsi qu'au SIT Graduate Institute. Elle reste active dans son domaine et donne des cours sur la structure de l'anglais et le développement de la langue seconde en tant que chercheuse principale à la Graduate School of Education de l'Université de Pennsylvanie .
Larsen-Freeman concentre ses recherches sur le processus d’acquisition d’une seconde langue. Elle étudie également la grammaire anglaise, qu’elle considère non seulement comme un ensemble de modèles structurels, mais également comme une ressource importante pour donner un sens et pour adapter le langage au contexte de communication. Elle découvre que la théorie de la complexité fournit de nouvelles informations sur le langage, son acquisition et son utilisation. Elle considère ces trois processus comme des processus complexes, non linéaires et dynamiques. Une telle perspective contribue à sa perspective dynamique de la langue, qu'elle applique à l'enseignement de la grammaire, ou « grammairisation » comme elle l'appelle. L'approche dynamique du développement de la langue seconde reconnaît également les chemins individuels que les étudiants tracent vers le succès de la langue seconde et considère l'enseignement comme un processus fondamental de gestion de l'apprentissage.
Larsen-Freeman est aussi rédactrice en chef de la revue Language Learning pendant cinq ans[Quand ?].
En 1997, elle écrit un article fondamental dans lequel elle suggère l'application de la complexe théorie des systèmes dynamiques pour étudier la deuxième acquisition de la langue. Un livre de communications en son honneur, Complexity Theory and Language Development, a été publié en 2017.

### Livres
- (en) Discourse Analysis in Second Language Research, Newbury House, 1980 (ISBN 978-0883771631)
- (en) Celce-Murcia, M. (ed.), The Grammar Book: An ESL/EFL Teacher's Course, Newbury House, 1983 (ISBN 978-0883772904)
- (en) Techniques and Principles in Language Teaching, Oxford University Press, 1986 (ISBN 978-0194341332)
- (en) Long, M.H. (ed.), An Introduction to Second Language Acquisition Research, 1991 (ISBN 978-0582553774)
- (en) Teaching Language: From Grammar to Grammaring. Heinle Cengage, 2003 (ISBN 978-0838466759)
- (en) Cameron, L. (ed.), Complex Systems and Applied Linguistics, Oxford University Press, 2008 (ISBN 978-0194422444)
- (en) Ellis, N.C.(ed.), Language as a Complex Adaptive System. Wiley-Blackwell, 2009 (ISBN 978-1444334005)

## Prix
- 2008 : Prix Kenneth W. Mildenberger avec Lynne Cameron pour les systèmes complexes et la linguistique appliquée, décernés par la Modern Language Association[8]
- 2011 : Distinguished Scholarship and Service Award, décerné par l'Association américaine de linguistique appliquée[9]
- 2016 : citée parmi les 50 Leader dans TESOL, sélectionné par l'association internationale TESOL[10]